# إدارة الألم

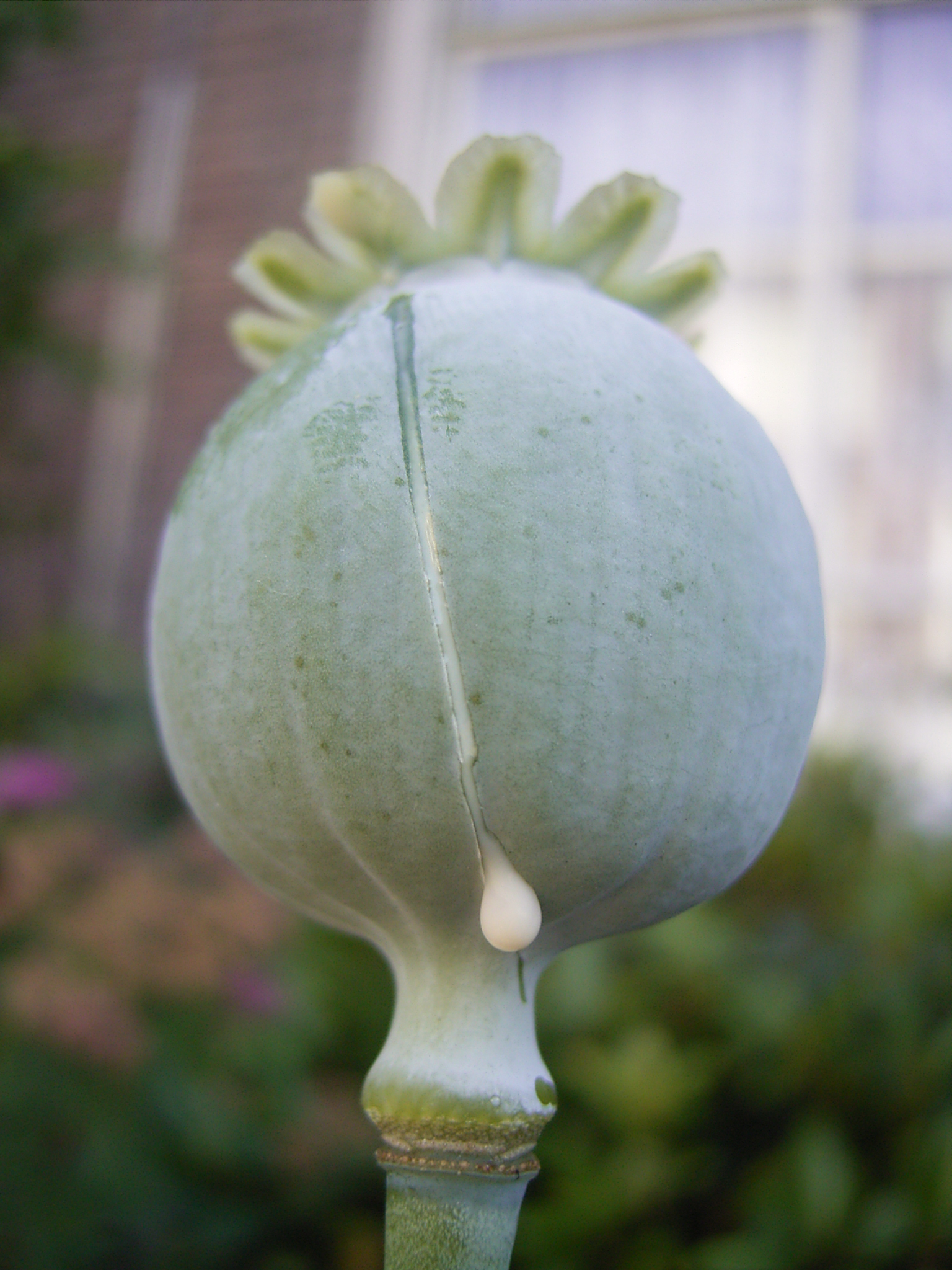

يشمل فريق إدارة الألم النموذجي ممارسين طبيين، وصيادلة، وعلماء نفس سريريين، ومعالجين نفسيين، ومعالجين مهنيين، ومساعدي أطباء، وممرضات. قد يضم الفريق أيضًا اختصاصيين آخرين في الصحة العقلية، ومعالجين بالتدليك. يختفي الألم في بعض الأحيان على الفور بمجرد الشفاء من الصدمة، أو معالجة المرض، ويعالجه ممارس واحد، باستخدام أدوية مثل المسكنات ومزيلات القلق (أحيانًا). ومع ذلك، يتطلب التدبير الفعال للألم المزمن (طويل الأمد)، في كثير من الأحيان بذلَ جهود منسقة من قبل فريق تدبير الألم. لا تعني الإدارة الفعالة للألم الاستئصال التام لكل الألم.
يعالج الدواء الإصابات والأمراض من أجل دعم وتسريع الشفاء، ويعالج الأعراض المزعجة مثل الألم، من أجل تخفيف المعاناة أثناء العلاج، أو خلال مرحلة الشفاء، أو الموت. ففي حالة الإصابات المؤلمة، أو الأمراض المقاومة للعلاج، وعندما يستمر الألم بعد الإصابة، أو بعد الشفاء، وعندما يتعذر تحديد سبب الألم طبيًا، تكون مهمة الطب هي تخفيف المعاناة. تشمل طرق العلاج للألم المزمن التدابير الدوائية مثل المسكنات ومضادات الاكتئاب ومضادات الاختلاج والإجراءات التداخلية والعلاج الفيزيائي والتمارين البدنية وتطبيق الجليد و/ أو الحرارة والتدابير النفسية مثل الارتجاع البيولوجي والعلاج السلوكي المعرفي.

## الاستخدامات
قد يكون للألم أسباب كثيرة، وهناك العديد من العلاجات الممكنة له. ففي مهنة التمريض، هناك تعريف واحد شائع للألم هو «لا يهم ما الذي يقوله الشخص الذي يعاني منه، فهو موجود بمجرد قول الشخص إنه يعاني منه». تُدبّر الأنواع المختلفة من الألم بأنواع مختلفة من العلاجات.
يشمل تدبير الألم التواصل مع المريض حول مشكلة الألم؛ من أجل تحديد المشكلة المسبّبة للألم، ومن المحتمل أن يطرح مقدم الرعاية الصحية أسئلة مثل هذه:
- ما هي حدّة الألم؟
- كيف تصف شعورك بالألم؟
- أين الألم؟
- ما هي الأشياء التي تقلل من شعورك بالألم في حال وجودها؟
- ما هي الأشياء التي تزيد من شعورك بالألم في حال وجودها؟
- متى بدأ الألم؟

بعد طرح أسئلة كهذه، سيعلم مقدم الرعاية الصحية صفات الألم، بعد ذلك سيُعالَج الألم بالتدبير المناسب.

## الآثار الضارة
هناك العديد من أنماط تدبير الألم، ولكل منها فوائدها، وعيوبها، ومُحدّداتها.
الصعوبة الشائعة في تدبير الألم هي التواصل، فقد يواجه الأشخاص الذين يعانون من الألم صعوبة في التعرف على أو وصف ما يشعرون به، ومدى شدته. وقد يواجه مقدمو الرعاية الصحية والمرضى صعوبة في التواصل مع بعضهم البعض حول كيفية استجابة الألم للعلاجات. هناك خطر مستمر في العديد من أنماط تدبير الألم للمريض المُعالَج بها، فقد يكون أقل فعالية من اللازم، أو يسبب اضطرابات أخرى، أو آثارًا جانبية. قد تكون بعض علاجات الألم ضارة إذا أفرط المريض في استخدامها. هدف إدارة الألم للمريض، ومزود الرعاية الصحية هو تحديد مقدار علاج الألم دون المبالغة بذلك.
توجد مشكلة أخرى بالنسبة لموضوع تدبير الألم هي أن الألم يُعد وسيلة الجسم الطبيعية للتواصل والإخبار عن وجود مشكلة. من المفترض أن يختفي الألم بمجرد شفاء الجسم، سواء كان الشفاء تلقائيًا، أو بمساعدة علاجية. في بعض الأحيان، يغطي علاج الألم وجود مشكلة، قد تجعل المريض أقل وعيًا بأنه يحتاج لعلاج للمشكلة الأساسية التي سببت الألم.

## الطرق الفيزيائية

### الطب الفيزيائي وإعادة التأهيل
يستخدم الطب الفيزيائي وإعادة التأهيل تقنيات فيزيائية متنوعة مثل العوامل الحرارية، والعلاج الكهربائي، إضافة إلى التمارين العلاجية، والعلاج السلوكي، بمفرده أو بالاشتراك مع التقنيات التداخلية، والعلاج الدوائي التقليدي للألم عادةً كجزء من برنامج متعدد التخصصات أو متعدد المجالات. يوصي مركز السيطرة على الأمراض بأنه يمكن وصف العلاج الفيزيائي، والتمارين الرياضية كبديل إيجابي عن المواد الأفيونية لتقليل آلام الشخص في العديد من الإصابات أو الأمراض. يمكن أن يشمل ذلك آلام أسفل الظهر المزمنة، والتهاب المفاصل في الورك والركبة، والألم العضلي الليفي. قد يكون للتمرين بمفرده، أو بالتشارك مع وسائل إعادة التأهيل الأخرى (مثل المقاربات النفسية) تأثير إيجابي على تخفيف الألم. إضافة إلى تخفيف الألم يمكن لممارسة التمارين الرياضية أيضًا أن تحسّن من حالة الفرد، ومن صحته العامة.

### تداخلات التمرين
تُعزّز تداخلات النشاط البدني، مثل تاي تشي، واليوغا، والبيلاتس من تناغم العقل والجسم من خلال الوعي بكامل الجسم. تشتمل هذه الممارسات القديمة على تقنيات التنفس، والتأمل، ومجموعة واسعة من الحركات، وتدرّب الجسم على الأداء الوظيفي عن طريق زيادة القوة والمرونة ومدى الحركة. قد يؤدي النشاط البدني، والتمرين إلى تحسين الألم المزمن (الألم الذي يستمر لأكثر من 12 أسبوعًا)، ونوعية الحياة بشكل عام، مع تقليل الحاجة إلى أدوية الألم.

### تنبيه العصب الكهربائي عبر الجلد
يُجرى تحفيز العصب الكهربائي عبر الجلد لتخفيف آلام أسفل الظهر، ومع ذلك، فإنه قد يساعد في حالة الاعتلال العصبي السكري.

### العلاج بالوخز بالإبر
يتضمن الوخز بالإبر إدخال الإبر يدويًا في نقاط محددة من الجسم لتخفيف الألم، أو لأغراض علاجية أخرى. لم يستطع أن يحدّد تحليل أجري لثلاث عشرة دراسة عالية الجودة لعلاج الألم بالوخز بالإبر، والذي نُشر في يناير عام 2009 في المجلة الطبية البريطانية الفرقَ في تأثيره على الألم في حال وخز الإبر، أو التمثيل بفعل ذلك، أو دونه.

### المعالجة الضوئية
لا يوجد دليل بحثي علمي على أن العلاج بالضوء مثل العلاج بالليزر منخفض المستوى علاجٌ فعال لتخفيف آلام أسفل الظهر.

### الإجراءات التداخلية
تشمل الإجراءات التداخلية -التي تُستخدم عادةً في حالة آلام الظهر المزمنة- حقن الستيرويد فوق الجافية، وحقن المفصل الوجيهي، والإحصار المخرب للعصب، ومحفِّزات النخاع الشوكي، وزروع أجهزة توصيل الأدوية إلى داخل القراب.
يمكن استخدام الترددات الراديوية النبضية، والتعديل العصبي، وإدخال الدواء بشكل مباشر، أو استئصال (أو اجتثاث) العصب لاستهداف هياكل الأنسجة، أو الأعضاء، أو الأجهزة المسؤولة عن استمرار حسّ الألم، أو لاستهداف مستقبلات الأذية في البُنى التي يشعر فيها المريض بالألم المزمن.
تُستَخدم المضخة داخل القراب لتوصيل كميات صغيرة جدًا من الأدوية مباشرة إلى السائل الدماغي الشوكي، يشبه ذلك الحقن فوق الجافية المستخدمة أثناء المخاض، وبعد العمل الجراحي. الاختلافات الرئيسية هي أنه من الشائع أكثر إيصال الدواء إلى السائل الدماغي الشوكي (الحقن داخل القراب) بدلاً من الجافية، ويمكن زرع المضخة بالكامل تحت الجلد.
محفز الحبل الشوكي هو جهاز طبي قابل للزرع يولد نبضات كهربائية ويطبقها بالقرب من السطح الظهري للحبل الشوكي ويوفر إحساسًا بالمَذَل (الوخز)، ويغير من شعور المريض بالألم.